# Municipio de Lake (condado de Wayne)
El municipio de Lake (en inglés: Lake Township) es un municipio ubicado en el condado de Wayne en el estado estadounidense de Pensilvania. En el año 2000 tenía una población de 4,361 habitantes y una densidad poblacional de 59 personas por km².

## Geografía
El municipio de Lake se encuentra ubicado en las coordenadas 41°27′00″N 75°24′59″O / 41.45000, -75.41639.

## Demografía
Según la Oficina del Censo en 2000 los ingresos medios por hogar en la localidad eran de $33,887 y los ingresos medios por familia eran $37,821. Los hombres tenían unos ingresos medios de $29,609 frente a los $21,406 para las mujeres. La renta per cápita para la localidad era de $16,274. Alrededor del 10,5% de la población estaban por debajo del umbral de pobreza.